# تاكاشي ياماموتو (ملحن)
تاكاشي ياماموتو (باليابانية: 山本貴志؛ بالكانا: やまもと たかし) هو ملحن وعازف بيانو ياباني، ولد في 12 أبريل 1983 في ناغانو في اليابان.

## وصلات خارجية
- الموقع الرسمي